# Aminoàcids glucogènics
Un aminoàcid glucogènic és un aminoàcid que es pot convertir en glucosa a través de la gliconeogènesi. Això contrasta amb els aminoàcids cetogènics, els quals es converteixen en cossos cetònics.
El procés de producció de la glucosa es desenvolupa en el fetge.
En els humans, els aminoàcids glucogènics són:
- Glicina
- Serina
- Valina
- Histidina
- Arginina
- Cisteïna
- Prolina
- Alanina
- Glutamat
- Glutamina
- Aspartat
- Asparagina
- Metionina

Aminoàcids que són a la vegada glucogènics i cetogènics:
- Isoleucina
- Treonina
- Fenilalanina
- Tirosina
- Triptòfan

Només la leucina i la lisina no són glucogènics.